# يوهانس يورغنسن
يوهانس يورغنسن (بالدنماركية: Johannes Jørgensen)‏ هو كاتب سير وكاتب وشاعر دنماركي، ولد في 6 نوفمبر 1866 في سفينبورغ في الدنمارك، وتوفي بنفس المكان في 29 مايو 1956.

## وصلات خارجية
- جوهانس يورغنسن على موقع IMDb (الإنجليزية)
- جوهانس يورغنسن على موقع الموسوعة البريطانية (الإنجليزية)
- جوهانس يورغنسن على موقع ميوزك برينز (الإنجليزية)